# Nankoku (Kōchi)
Nankoku (南国市 Nankoku-shi?) es una ciudad localizada en la prefectura de Kōchi, Japón. En junio de 2019 tenía una población estimada de 47.033 habitantes y una densidad de población de 375 personas por km². Su área total es de 125,30 km².

## Geografía

### Localidades circundantes
- Prefectura de Kōchi
  - Kami
  - Kōchi
  - Kōnan
  - Motoyama
  - Tosa

## Demografía
Según los datos del censo japonés, esta es la población de Nankoku en los últimos años.
| 1995   | 2000   | 2005   | 2010   | 2015   |
| ------ | ------ | ------ | ------ | ------ |
| 48.245 | 49.965 | 50.758 | 49.472 | 47.982 |